# Гуліна Ельвіра Олександрівна
Ельвіра Олександрівна Гуліна (1936—2012) — доярка Ільїно-Полянської молочно-товарної ферми Степанівського радгоспу Благовіщенського району Башкирської АРСР, Герой Соціалістичної Праці (1973). Лауреат Державної премії СРСР.

## Біографія
Народилася 31 березня 1936 року в Нальчику Кабардино-Балкарської АТ Північно-Кавказького краю (нині Кабардино-Балкарської Республіки). У 1954 році розпочала трудову діяльність в Аксуйському районі Алма-Атинської області Казахської РСР. З 1960 року — доярка Ільїно-Полянської молочно-товарної ферми Степанівського радгоспу Благовіщенського району Башкирської АРСР, де пропрацювала до виходу на пенсію. Була переможцем Всесоюзного соціалістичного змагання серед доярок, ініціатором руху серед тваринників республіки за особистий внесок у фонд п'ятирічки. Керувала республіканською школою передового досвіду доярок.
Обиралася депутатом Верховної Ради Башкирської АРСР 9-го, 10-го та 11-го скликань (1975—1985).
Померла 21 січня 2012 року.

## Нагороди та звання
Герой Соціалістичної Праці (1973). Нагороджена орденами Леніна (1971, 1973), Жовтневої Революції (1986), Трудового Червоного Прапора (1967), Дружби народів (1980).
У 1973 році удостоєна почесного звання «Заслужений тваринник Башкирської АРСР», а в 1981 році стала лауреатом Державної премії СРСР.